# ФАРК
ФАРК или ФАРК-ЕП (на испански: Las Fuerzas Armadas Revolucionarias de Colombia – Ejército del Pueblo) „Революционните въоръжени сили на Колумбия – Народна Армия“ е партизанска организация с марксистко-ленинистка идеология. Те са известни с използването на разнообразни военни тактики, включително тероризъм.

## История
Създадена е през 60-те години на XX век като военно крило на Комунистическата партия на Колумбия. Първоначално действа като революционна партизанска групировка, но през 80-те години започва да се финансира с търговия с наркотици и вземане на заложници. ФАРК също така поема отговорност за извършени терористични атаки, взривове в градове и убийства на политици. През 2001 година държавният департамент на САЩ причислява ФАРК към списъка с терористичните организации, Европейският съюз по-късно приема аналогично решение. Куба и Венецуела настояват, че това е партизанска организация, действаща на основата на идеите на Симон Боливар.
ФАРК са обявени за терористична организация в общо 31 страни, като освен САЩ някои от тях са Канада, Колумбия и Перу. Венецуела, Бразилия, Еквадор, Никарагуа и Аржентина обаче не смятат партизанската организация за терористична група. 
{{цитат|През 2008 г. президентът на Венецуела Уго Чавес обявява организацията за „легитимна воюваща страна“, като казва, че такова признание би означавало, че случващото се в Колумбия трябва да се сметне за военни действия под закрилата на Договорите от Женева.[източник? (Поискан преди 4 дни)]
ФАРК действат активно в 24 от 32-та департамента на Колумбия. Има данни за военни операции и лагери и в съседните държави като Бразилия, Аржентина и Чили. Методите им на действие са водене на партизанска война – открити военни сблъсъци с редовната армия, политически убийства, отвличания.
Според доклад на колумбийското правителство годишно ФАРК печели от наркотрафик над 1 милиард долара, което съставлява 78% от приходите ѝ. От изнудвания и откупи за отвличания събират около 600 милиона, а на трето място във финансирането стоят въоръжените обири и грабежи. ФАРК събира „революционни данъци“ и от фермерите, отглеждащи кока, и от наркотърговците. Във връзка с това колумбийското правителство нарича ФАРК „наркопартизани“.
ЦРУ признава, че ФАРК не е свързана с международния трафик на наркотици, а техните алианси с местните, отглеждащи кока, са „удобни съюзи срещу общ враг“ или са за „избягване на данъци“. Според ЦРУ „няма доказателства, че някой от ръководството на ФАРК е издал заповед или е част от дейността на групата по извършване на операции за отглеждането, преноса или разпределението на наркотици“, като заключава, че „местните наркодилъри биха приветствали, даже биха съдействали на противодействия срещу партизаните (ФАРК)“. През 1994 г. Администрацията за борба с наркотиците на САЩ също заключи, че „всякакви връзки между организациите за трафик на наркотици и колумбийските бунтовници ФАРК са били „ad hoc съюзи по удобство“. В обвинителния акт на САЩ се посочва, че ФАРК в момента доставя повече от 50 процента от световния кокаин и повече от 60 процента от кокаина, който влиза в Съединените щати, плюс се казва, че ФАРК „използва тероризъм и насилие, за да подпомогне дейности си по трафик на кокаин“.
Колумбийци участват в протеста срещу ФАРК, организиран от движението „Колумбия – това съм аз“. Той се провежда на 4 февруари 2008 в повече от 160 града в целия свят под мотото „Един милион гласа против ФАРК“.

## Структура и ръководство
ФАРК действа в Колумбия и в пограничните райони на Венецуела, Еквадор, Панама и Перу. Участник е във въоръжени сблъсъци с правителството от своето създаване през 1964 г. Ръководи се от секретариат от 7 членове, възглавяван от Педро Антонио Марин с кодово име Мануел Маруланда до неговата смърт през март 2008 г. Оттогава начело на секретариата е Алфонсо Кано (Гулиермо Леон Саенс), убит на 5 ноември 2011 г. от части на колумбийската армия, информация, потвърдена от военното разузнаване. Алфонсо Кано е интелектуалец от средната класа. Негов наследник начело на ФАРК е Тимолеон Хименес.
Броят на членовете според различни източници варира от 8000 до 18 000 души. Според доклад на Хюман Райтс Уоч между 20 и 30% от тях са под 18-годишна възраст.

## Организации свързани с ФАРК
В миналото ФАРК е съюзник с редица ляворадикални организаци от Латинска Америка. През 1987г. организацията оглавява Партизанска координация "Симон Боливар" - алианс от колумбийски партизански групи сред които Движение 19 април (М-19), Армия за национално освобождение (АНО), Народна освободителна армия (НОА). В Перу ФАРК поддържа връзки с групировката Революционно движените "Тупак Амару". През последните години организацията оказва помощ на групировката Армия на парагвайския народ в Парагвай и Боливарски освободителни сили във Венецуела. ФАРК има контакти и с считани за терористични организации от Европа, сред които ирландската ИРА, и баската ЕТА. През 2001 г. трима ирландци, предполагаeми членове на ИРА, са задържани в Колумбия по подозрение, че са обучавали партизаните от ФАРК да си служат с експлозиви.